# حتحورحتپ
حتحورحُتِپ (انگلیسی: Hathorhotep) دختر پادشاه مصر باستان در اواخر دودمان دوازدهم مصر در دوران پادشاهی میانه مصر بود. او احتمالاً با پادشاه آمنمهات سوم مرتبط باشد.
در دهشور، حتحورحُتِپ تنها از روی یک کوزهٔ کانوپی آسیب‌دیده که نام و عنوان او را بر خود دارد و در هرم تدفینی پادشاه آمنمهات سوم (حدود ۱۸۶۰–۱۸۱۴ قبل از میلاد) یافت شده است، شناخته شده است. وجود این کوزه در این مکان ممکن است نشاندهنده آن باشد که او در اینجا دفن شده است، و بنابراین ممکن است دختر آمنمهات سوم باشد.